# Halmahera

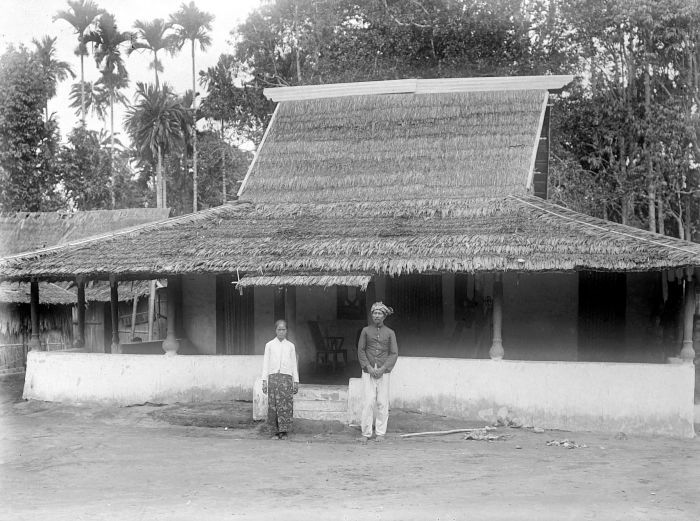
Cap local i la seva dona a Galela, Halmahera

Halmahera, també coneguda com a Jilolo o Djailolo, és l'illa més gran de l'arxipèlag de les Moluques. Forma part de la província indonèsia de les Moluques Septentrionals.

## Particularitats
La superfície de Halmahera és de 17.780 km². Està formada per quatre penínsules separades per àmplies badies. Està situada prop de l'illa de Nova Guinea, de la qual la separa el mar de Halmahera, situat al sud-est. Al nord-est es troba l'oceà Pacífic i a l'oest el mar de les Moluques.
La població és escassa: en 1995 era de 162.728 habitants, i no hi ha cap poble important. El 60% de la població de l'illa és musulmana i el 40% restant cristiana.

## Geologia
La banda occidental de Sulawesi el forma un cinturó d'esquist mentre que la part oriental està dominada per un cinturó d'ofiolita, i una distribució similar es troba a Halmahera, en la que conté principalment esquists a l'oest i el costat est té roques més ultramàfiques i metamòrfiques perquè la placa es subduïa cap a l’oest a principis del Cenozoic i, posteriorment, es va capgirar per formar el sentit actual del moviment, subduint en direcció est al final del Cenozoic.